# Junioreuropamästerskapen i konstsim 2023
Junioreuropamästerskapen i konstsim 2023 arrangerades mellan den 2 och 6 augusti 2023 i Funchal i Portugal. Det var den 32:a upplagan av junioreuropamästerskapen i konstsim.
Mästerskapet bestod av 12 grenar. Individuellt tävlade både damer och herrar i fritt och tekniskt soloprogram. Damerna tävlade dessutom i både fritt och tekniskt parprogram. Det fanns dessutom ett fritt samt ett tekniskt parprogram i mixedklass. Lagtävlingarna var i öppen klass och bestod av fritt program, tekniskt program, fri kombination och akrobatiskt program.

## Medaljörer

### Herrar
| Gren             | Guld                          | Guld     | Silver                         | Silver   | Brons                         | Brons    |
| Solo             |                               |          |                                |          |                               |          |
| Fritt program    | Filippo Pelati Italien        | 172,0125 | Dennis González Spanien        | 166,3313 | Ranjuo Tomblin Storbritannien | 146,4938 |
| Tekniskt program | Fernando Díaz del Río Spanien | 204,7633 | Quentin Rakotomalala Frankrike | 192,1767 | Ranjuo Tomblin Storbritannien | 188,3833 |

### Damer
| Gren             | Guld                                                    | Guld     | Silver                                                   | Silver   | Brons                                               | Brons    |
| Solo             |                                                         |          |                                                          |          |                                                     |          |
| Fritt program    | Klara Bleyer Tyskland                                   | 208,8479 | Zoi Karangelou Grekland                                  | 206,4500 | Lilou Lluis Spanien                                 | 196,9771 |
| Tekniskt program | Klara Bleyer Tyskland                                   | 229,9000 | Lilou Lluis Spanien                                      | 226,2817 | Oriane Jaillardon Frankrike                         | 226,0817 |
| Par              |                                                         |          |                                                          |          |                                                     |          |
| Fritt program    | Grekland Maria Karapanagiotou Ifigeneia Krommydaki      | 179,6146 | Italien Alessia Macchi Susanna Pedotti Sarah Maria Rizea | 165,1708 | Ukraina Alisa Kulyk Amelija Volynska Marija Zatjepa | 160,8500 |
| Tekniskt program | Italien Alessia Macchi Susanna Pedotti Flaminia Vernice | 221,0600 | Ukraina Alisa Kulyk Amelija Volynska Marija Zatjepa      | 215,2133 | Spanien Txell Ferré Lilou Lluis Chiara Gómez        | 205,1950 |

### Mixed
| Gren             | Guld                                                       | Guld     | Silver                                       | Silver   | Brons                                    | Brons    |
| Par              |                                                            |          |                                              |          |                                          |          |
| Fritt program    | Spanien María Bofill Dennis González Fernando Díaz del Río | 168,3021 | Storbritannien Beatrice Crass Ranjuo Tomblin | 132,2146 | Italien Ginevra Marchetti Gabriele Minak | 112,8208 |
| Tekniskt program | Spanien María Bofill Dennis González Fernando Díaz del Río | 221,3850 | Frankrike Quentin Rakotomalala Prune Tapie   | 203,1617 | Italien Ginevra Marchetti Gabriele Minak | 203,0833 |

### Lag
| Gren                | Guld | Guld     | Silver | Silver   | Brons | Brons          |
| Fritt program       | Italien Beatrice Andina Arianna Di Lecce Beatrice Esegio Alessia Macchi Giorgia Macino Susanna Pedotti Sarah Maria Rizea Giulia Vernice Caterina Cucco Flaminia Vernice | 258,5435 | Spanien María Bofill Rocío Calle Txell Ferré Irene Garrido Chiara Gómez Aurora Lazaro Lilou Lluis Valeria Parra Isabel Cui Dennis González                           | 258,0521 | Grekland Thaleia Dampali Eleni Fragkaki Krystalenia Gialama Athina Kamarinopoulou Maria Karapanagiotou Dimitra Karatzoglou Ifigeneia Krommydaki Sofia Rigakou Zoi Karangelou Lydia Papanastasiou | 251,8521       |
| Tekniskt program    | Spanien María Bofill Rocío Calle Isabel Cui Txell Ferré Chiara Gómez Aurora Lazaro Lilou Lluis Valeria Parra Irene Garrido Marina Sarmiento                             | 237,6250 | Italien Beatrice Andina Arianna Di Lecce Beatrice Esegio Alessia Macchi Giorgia Macino Susanna Pedotti Flaminia Vernice Giulia Vernice Greta Gitto Sarah Maria Rizea | 207,5483 | Frankrike Angeline Bertinelli Jeanne Clair Sasha Comte Oriane Jaillardon Romane Lunel Prune Tapie Lou Thuillier Manon Venturi Emma Henniche Louise-Lou Robache                                   | 199,7533       |
| Fri kombination     | Israel Yogev Dagan Mariia Diachenko Catherine Kunin Alexandra Lerman Aya Mazor Noa Mizrachi Neta Rubichek Shaya Sar Shalom Nechmad Shani Sharaizin Michelle Struzh      | 196,1958 | Kroatien Ana Kantić Antea Ković Nora Ljubetić Maja Mrakovčić Klara Orehovec Mia Piri Katja Rončević Mia Šegarić Leona Sorić Leonarda Zec                             | 182,3467 | Ingen medaljör | Ingen medaljör |
| Akrobatiskt program | Spanien María Bofill Fernando Díaz del Río Irene Garrido Chiara Gómez Dennis González Aurora Lazaro Valeria Parra Marina Sarmiento Txell Ferré Lilou Lluis              | 206,8033 | Italien Beatrice Andina Caterina Cucco Arianna Di Lecce Beatrice Esegio Alessia Macchi Giorgia Macino Susanna Pedotti Giulia Vernice Valentina Bisi                  | 187,7867 | Grekland Eleni Fragkaki Krystalenia Gialama Athina Kamarinopoulou Maria Karapanagiotou Dimitra Karatzoglou Ifigeneia Krommydaki Lydia Papanastasiou Sofia Rigakou Thaleia Dampali Zoi Karangelou | 173,1600       |

- Konstsimmare i kursiv stil var reserver.

## Medaljtabell
*   Värdland ( Portugal)
| Nr                  | Nation              | Guld | Silver | Brons | Totalt |
| ------------------- | ------------------- | ---- | ------ | ----- | ------ |
| 1                   | Spanien             | 5    | 3      | 2     | 10     |
| 2                   | Italien             | 3    | 3      | 2     | 8      |
| 3                   | Tyskland            | 2    | 0      | 0     | 2      |
| 4                   | Grekland            | 1    | 1      | 2     | 4      |
| 5                   | Israel              | 1    | 0      | 0     | 1      |
| 6                   | Frankrike           | 0    | 2      | 2     | 4      |
| 7                   | Storbritannien      | 0    | 1      | 2     | 3      |
| 8                   | Ukraina             | 0    | 1      | 1     | 2      |
| 9                   | Kroatien            | 0    | 1      | 0     | 1      |
| Totalt (9 nationer) | Totalt (9 nationer) | 12   | 12     | 11    | 35     |